# بوگاتی دیوو
بوگاتی دیوو (به انگلیسی: Bugatti Divo) یک خودروی اسپورت موتور وسط است که در مولزایم، فرانسه توسط شرکت بوگاتی اتومبیلز ساخته شده است. تنها ۴۰ دستگاه از بوگاتی دیوو ساخته می‌شود و قیمت آن نیز معادل ۵ میلیون یورو خواهد بود.